# بيل كامبل (لاعب كرة قدم أمريكية)
بيل كامبل (بالإنجليزية: Bill Campbell)‏ هو لاعب كرة قدم أمريكية ولاعب كرة قدم كندية أمريكي، ولد في 6 أغسطس 1920 في بوهوسكا في الولايات المتحدة، وتوفي في 28 أكتوبر 1974 في تلسا في الولايات المتحدة.

## وصلات خارجية
- بيل كامبل على موقع مرجع كرة القدم المحترفة.كوم (الإنجليزية)
- بيل كامبل على موقع JustSportsStats.com (الإنجليزية)